# Saison 2 d'On n'demande qu'à en rire
La deuxième saison d'On n'demande qu'à en rire, émission télévisée française de divertissement, a été diffusée sur France 2 du lundi 5 septembre 2011 au vendredi 27 juillet 2012.

## Règles
Les règles de début de la saison sont celles de la fin de la saison précédente.
Une règle a été ajoutée le 6 avril 2012, il est interdit de repasser plus de 3 fois le repêchage en direct face aux téléspectateurs le lundi.

## Émissions

### Émissions habituelles
Les émissions habituelles ont lieu du mardi au samedi. Les candidats sont notés par les trois membres du jury, Laurent Ruquier et la moyenne des notes des spectateurs du Moulin Rouge. Elles sont enregistrées le lundi pour les émissions diffusées les mardi et mercredi, et le mardi pour les émissions des jeudi, vendredi et samedi.

### Émission spéciale du lundi
Cette émission est en direct. Ce sont les téléspectateurs qui votent par téléphone ou par SMS pendant la durée du sketch.
Afin que les téléspectateurs puissent noter sans être interrompu, le jury ne peut pas buzzer le lundi.

## Émissions diffusées en prime time
Deux "prime time" ont eu lieu pour sélectionner 10 humoristes pour un spectacle prévu en juin 2012 au Casino de Paris. Un troisième a été diffusé le vendredi 29 juin 2012 pour élire le meilleur humoriste de la saison, il a été remporté par Jérémy Ferrari.
Lors de ces "prime time", le jury était composé de Laurent Ruquier, Catherine Barma, Jean Benguigui, Isabelle Mergault et Fabrice qui a fait son retour à la télévision pour le prime du 4 février 2012 avant de devenir juré régulier dans l'émission quotidienne.
La notation de ces "prime time" était différente des émissions habituelles : Les spectateurs du Moulin Rouge ne donnaient pas de note et la moyenne des notes des téléspectateurs (sur 20) était multipliée par 5 pour avoir autant d'importance que celle des 5 jurés. La note sur 100 du jury était additionnée à celle sur 100 du public en fin d'émission pour obtenir une note sur 200. En cas d'égalité, c'était la note des téléspectateurs qui départageait les humoristes. L'émission étant en direct, le jury ne pouvait pas buzzer.
Avant chaque passage d'un humoriste, un petit reportage présentait le candidat et l'opinion des jurés sur ses prestations antérieures. C'est à partir de la diffusion de ce reportage et jusqu'à quelques secondes après le sketch que les téléspectateurs pouvaient envoyer des SMS ou téléphoner pour noter le candidat. À la fin du sketch, le jury divulguait ses notes et le classement des humoristes en fonction de la note sur 100 du jury s'affichait dans un tableau.
En fin d'émission, les notes des téléspectateurs étaient dévoilées candidat par candidat et le classement était modifié au fur et à mesure.

### Sélection pour le spectacle du Casino de Paris
Deux émissions de deux heures ont été diffusées en direct à 20h35 sur France 2 le samedi 4 février 2012 et le vendredi 13 avril 2012. Le but était de sélectionner dix humoristes parmi les pensionnaires de l'émission pour un spectacle au Casino de Paris.
À la fin de chacun de ces deux primes, le classement permettaient de sélectionner les cinq candidats qui devaient participer au spectacle du Casino de Paris.

#### Premier Prime (samedi 4 février 2012)
Les 10 humoristes qui ont participé au premier prime sont (dans l'ordre de passage) Les Lascars gays, Lamine Lezghad, Les Kicékafessa, Nicole Ferroni, Florent Peyre, Shirley Souagnon, Jérémy Ferrari, Babass, Constance et Garnier et Sentou.
À l'issue de ce prime, les cinq meilleurs candidats, Jérémy Ferrari, Nicole Ferroni, Lamine Lezghad, Constance et Garnier et Sentou se sont qualifiés pour le spectacle au Casino de Paris (Garnier et Sentou et les Kicékafessa ayant obtenu le même score de 165/200, ils ont été départagés par la note des téléspectateurs).
Les trois candidats suivant, Les Kicékafessa, Les Lascars gays et Babass avaient droit à un second essai lors du second prime.
Les deux derniers, Florent Peyre et Shirley Souagnon auraient dû être disqualifiés pour la participation au spectacle mais, à la suite d'une pétition sur internet et à son insistance, Florent Peyre a obtenu le droit de participer au deuxième prime.
Ce premier prime a effectué un bon score d'audience : 4 034 000 de téléspectateurs pour 18,7 % de part de marché (PDM).

#### Second Prime (vendredi 13 avril 2012)
Les 10 humoristes qui ont participé au second prime sont (dans l'ordre de passage) Florent Peyre, Arnaud Cosson, Waly Dia, Arnaud Tsamere, Les Lascars Gays, Artus, Vérino, Les Kicékafessa, Sacha Judaszko et Babass.
Les cinq humoristes qualifiés pour le spectacle au Casino de Paris à l'issue de cette émission sont Arnaud Tsamere, Artus, Les Lascars gays, Florent Peyre et Waly Dia, les autres candidats sont donc disqualifiés.
Ce deuxième prime-time a réuni 3 070 000 téléspectateurs, soit 14,3 % de PDM.
Voici le classement final à l'issue de chacun des primes (sur un total de 200 points) :
| Légende (sauf indications contraires) | Légende (sauf indications contraires) |
| ------------------------------------- | ------------------------------------- |
|                                       | Qualifiés pour le Casino de Paris     |
|                                       | Repêchés pour le second prime         |
|                                       | Disqualifiés pour le Casino de Paris  |

| Résultats des primes de qualification pour le Casino de Paris dans On n'demande qu'à en rire | Résultats des primes de qualification pour le Casino de Paris dans On n'demande qu'à en rire | Résultats des primes de qualification pour le Casino de Paris dans On n'demande qu'à en rire | Résultats des primes de qualification pour le Casino de Paris dans On n'demande qu'à en rire | Résultats des primes de qualification pour le Casino de Paris dans On n'demande qu'à en rire | Résultats des primes de qualification pour le Casino de Paris dans On n'demande qu'à en rire | Résultats des primes de qualification pour le Casino de Paris dans On n'demande qu'à en rire |
| Rang                                                                                         | Humoriste                                                                                    | Titre du sketch                                                                              | Note finale                                                                                  | Notes du jury                                                                                | Notes des téléspectateurs                                                                    |                                                                                              |
| -------------------------------------------------------------------------------------------- | -------------------------------------------------------------------------------------------- | -------------------------------------------------------------------------------------------- | -------------------------------------------------------------------------------------------- | -------------------------------------------------------------------------------------------- | -------------------------------------------------------------------------------------------- | -------------------------------------------------------------------------------------------- |
| Premier prime du 4 février 2012                                                              |                                                                                              |                                                                                              |                                                                                              |                                                                                              |                                                                                              |                                                                                              |
| 1                                                                                            | Jérémy Ferrari                                                                               | Intouchables, forcément une suite vu le succès                                               | 191                                                                                          | 97                                                                                           | 94                                                                                           |                                                                                              |
| 2                                                                                            | Nicole Ferroni                                                                               | La doyenne des Français a 113 ans                                                            | 181                                                                                          | 90                                                                                           | 91                                                                                           |                                                                                              |
| 3                                                                                            | Lamine Lezghad                                                                               | Composer une chanson pour la campagne d'Obama                                                | 177                                                                                          | 89                                                                                           | 88                                                                                           |                                                                                              |
| 4                                                                                            | Constance                                                                                    | Un proxénète et sa compagne parlent de leur business                                         | 175                                                                                          | 84                                                                                           | 91                                                                                           |                                                                                              |
| 5                                                                                            | Garnier et Sentou                                                                            | Février, c'est le mois des crêpes                                                            | 165                                                                                          | 76                                                                                           | 89                                                                                           |                                                                                              |
| 6                                                                                            | Les Kicékafessa                                                                              | Les derniers jours des soldes                                                                | 165                                                                                          | 83                                                                                           | 82                                                                                           |                                                                                              |
| 7                                                                                            | Les Lascars gays                                                                             | Spiderman 4 sortira en juillet                                                               | 159                                                                                          | 77                                                                                           | 82                                                                                           |                                                                                              |
| 8                                                                                            | Babass                                                                                       | Dans 10 jours, c'est la Saint-Valentin                                                       | 158                                                                                          | 78                                                                                           | 80                                                                                           |                                                                                              |
| 9                                                                                            | Florent Peyre                                                                                | 4e opus de Pirates des Caraïbes en Blu-Ray                                                   | 149                                                                                          | 70                                                                                           | 79                                                                                           |                                                                                              |
| 10                                                                                           | Shirley Souagnon                                                                             | La comédie musicale "Sister Act" bientôt à Paris                                             | 148                                                                                          | 76                                                                                           | 72                                                                                           |                                                                                              |
| Second prime du 13 avril 2012                                                                |                                                                                              |                                                                                              |                                                                                              |                                                                                              |                                                                                              |                                                                                              |
| 1                                                                                            | Arnaud Tsamere                                                                               | Avril, ne te découvre pas d'un fil                                                           | 190                                                                                          | 96                                                                                           | 94                                                                                           |                                                                                              |
| 2                                                                                            | Artus                                                                                        | Steward au wagon bar d'un TGV                                                                | 186                                                                                          | 94                                                                                           | 92                                                                                           |                                                                                              |
| 3                                                                                            | Les Lascars gays                                                                             | En terre inconnue                                                                            | 185                                                                                          | 94                                                                                           | 91                                                                                           |                                                                                              |
| 4                                                                                            | Florent Peyre                                                                                | « Ah si je t'attrape », le tube brésilien qui fait danser les footballeurs                   | 178                                                                                          | 92                                                                                           | 86                                                                                           |                                                                                              |
| 5                                                                                            | Waly Dia                                                                                     | « The Artist », la comédie musicale                                                          | 162                                                                                          | 79                                                                                           | 83                                                                                           |                                                                                              |
| 6                                                                                            | Arnaud Cosson                                                                                | Visite de la maison natale de Jeanne d'Arc                                                   | 155                                                                                          | 74                                                                                           | 81                                                                                           |                                                                                              |
| 7                                                                                            | Les Kicékafessa                                                                              | Sheila, le biopic                                                                            | 152                                                                                          | 73                                                                                           | 79                                                                                           |                                                                                              |
| 8                                                                                            | Vérino                                                                                       | Fan de Céline Dion, je découvre Las Vegas                                                    | 143                                                                                          | 72                                                                                           | 71                                                                                           |                                                                                              |
| 9                                                                                            | Sacha Judaszko                                                                               | Parodie de « The Voice »                                                                     | 139                                                                                          | 69                                                                                           | 70                                                                                           |                                                                                              |
| 10                                                                                           | Babass                                                                                       | Porte drapeau aux JO                                                                         | 134                                                                                          | 63                                                                                           | 71                                                                                           |                                                                                              |

### Troisième prime (vendredi 29 juin 2012)
Le troisième prime avait pour but de sélectionner l'humoriste de l'année, Les dix participants étaient ceux sélectionnés par les deux primes précédents pour le Casino de Paris (dans l'ordre de passage : Garnier et Sentou, Waly Dia, Les Lascars Gays, Arnaud Tsamere, Florent Peyre, Lamine Lezghad, Jérémy Ferrari, Nicole Ferroni, Les Kicékafessa (la place de Constance ayant été reprise) et Artus).
En plus du sujet, chaque humoriste se voyait imposer la présence d'un autre humoriste pensionnaire de l'émission parmi ceux n'ayant pas participé ou sélectionné pour le Casino de Paris (sauf Arnaud Cosson).
Ce prime a été remporté par Jérémy Ferrari.
Ce troisième prime a été suivi par 2 805 000 téléspectateurs ce qui représente 14,9 % de part de marché.
| Légende | Légende         |
| ------- | --------------- |
|         | Gagnant         |
|         | Autre humoriste |

| Résultats du troisième prime On n'demande qu'à en rire du 29 juin 2012 | Résultats du troisième prime On n'demande qu'à en rire du 29 juin 2012 | Résultats du troisième prime On n'demande qu'à en rire du 29 juin 2012 | Résultats du troisième prime On n'demande qu'à en rire du 29 juin 2012 | Résultats du troisième prime On n'demande qu'à en rire du 29 juin 2012 | Résultats du troisième prime On n'demande qu'à en rire du 29 juin 2012 | Résultats du troisième prime On n'demande qu'à en rire du 29 juin 2012 |
| Rang                                                                   | Humoriste                                                              | Invité imposé                                                          | Titre du sketch                                                        | Note finale                                                            | Notes du jury                                                          | Notes des téléspectateurs                                              |
| ---------------------------------------------------------------------- | ---------------------------------------------------------------------- | ---------------------------------------------------------------------- | ---------------------------------------------------------------------- | ---------------------------------------------------------------------- | ---------------------------------------------------------------------- | ---------------------------------------------------------------------- |
| 1                                                                      | Jérémy Ferrari                                                         | Babass                                                                 | La 1re interview du dépeceur québécois                                 | 194                                                                    | 99                                                                     | 95                                                                     |
| 2                                                                      | Florent Peyre                                                          | Shirley Souagnon                                                       | The Voice                                                              | 188                                                                    | 95                                                                     | 93                                                                     |
| 3                                                                      | Arnaud Tsamere                                                         | Arnaud Cosson                                                          | Commentateur sur le Tour de France                                     | 172                                                                    | 83                                                                     | 89                                                                     |
| 4                                                                      | Lamine Lezghad                                                         | Sacha Judaszko                                                         | Robin des bois, la comédie musicale                                    | 169                                                                    | 79                                                                     | 90                                                                     |
| 5                                                                      | Garnier et Sentou                                                      | Steeven & Christopher                                                  | Le défilé du 14 juillet                                                | 164                                                                    | 80                                                                     | 84                                                                     |
| 6                                                                      | Les Kicékafessa                                                        | Donel Jack'sman                                                        | Rencontre au bal des pompiers                                          | 164                                                                    | 81                                                                     | 83                                                                     |
| 7                                                                      | Artus                                                                  | Ahmed Sylla                                                            | Chez le tatoueur                                                       | 163                                                                    | 77                                                                     | 86                                                                     |
| 8                                                                      | Nicole Ferroni                                                         | Vérino                                                                 | Ma première fois dans un aéroport                                      | 163                                                                    | 79                                                                     | 84                                                                     |
| 9                                                                      | Les Lascars gays                                                       | Kevin Razy                                                             | À Londres pour la 1re fois                                             | 151                                                                    | 76                                                                     | 75                                                                     |
| 10                                                                     | Waly Dia                                                               | Pierre Diot                                                            | Répétitions avec Madonna                                               | 136                                                                    | 64                                                                     | 72                                                                     |

## Spectacle au Casino de Paris
À la suite des deux premiers primes (voir ci-dessus), 10 humoristes ont été sélectionnés pour participer à un spectacle au Casino de Paris.
Constance ayant décidé de ne pas y participer à la suite de son abandon de l'émission et à cause de dates de spectacle se superposant, la production a décidé de la remplacer par les deux sixièmes des primes, Les Kicékafessa et Arnaud Cosson.
Les participants principaux étaient donc Jérémy Ferrari, Nicole Ferroni, Lamine Lezghad, Garnier et Sentou, Arnaud Tsamere, Artus, Les Lascars gays, Florent Peyre, Waly Dia, Les Kicékafessa et Arnaud Cosson. D'autres ont participé en tant qu'invités.
Le spectacle devait initialement s'étaler sur cinq dates, du 5 au 10 juin 2012 mais, à la suite du succès des réservations, il a été prolongé aux 15, 16 et 17 juin.
| Sketchs interprétés et diffusés au Casino de Paris                                                                       | Sketchs interprétés et diffusés au Casino de Paris | Sketchs interprétés et diffusés au Casino de Paris    | Sketchs interprétés et diffusés au Casino de Paris | Sketchs interprétés et diffusés au Casino de Paris |
| Humoriste | Note obtenue                                       | Titre du sketch                                       | Diffusion d'origine                                | Saison                                             |
| --- | -------------------------------------------------- | ----------------------------------------------------- | -------------------------------------------------- | -------------------------------------------------- |
| Jérémy Ferrari (Collectif)                                                                                               | 100                                                | Un télé-crochet pour les chanteurs à toc              | 7 avril 2012                                       | Saison 2                                           |
| Florent Peyre (participation de Sandra Columbo, Arnaud Cosson, Arnaud Tsamere, Jérémy Ferrari, Lamine Lezghad et Babass) | 99                                                 | Un handicapé est allé voir « Intouchables »           | 15 novembre 2011                                   | Saison 2                                           |
| Lamine Lezghad (participation de Nicole Ferroni, Les Lascars Gays, Artus, Waly Dia et Ahmed Sylla)                       | 99                                                 | Le blouson rouge de "Thriller" aux enchères           | 29 juin 2011                                       | Saison 1                                           |
| Garnier et Sentou (participation d'Émilie Dieudonné et d'Arnaud Tsamere)                                                 | 97                                                 | Tintin en 3D                                          | 9 novembre 2011                                    | Saison 2                                           |
| Waly Dia (participation d'Ahmed Sylla)                                                                                   | 91                                                 | Être barbu, une cause de licenciement? (pas diffusé)  | 7 octobre 2011                                     | Saison 2                                           |
| Les Lascars gays | 92                                                 | Jeu vidéo : mon corps est une manette                 | 26 janvier 2011                                    | Saison 1                                           |
| Arnaud Tsamere | 91                                                 | Les fumeurs moins bruyants grâce aux mimes            | 7 décembre 2010                                    | Saison 1                                           |
| Florent Peyre et Lamine Lezghad                                                                                          | 89                                                 | Les robots qui nous aident                            | 16 mars 2011                                       | Saison 1                                           |
| Nicole Ferroni | 88                                                 | L’éthylotest obligatoire dans chaque voiture          | 3 janvier 2012                                     | Saison 2                                           |
| Florent Peyre | 87                                                 | Un caïd à la retraite balance tout                    | 22 mars 2011                                       | Saison 1                                           |
| Les Kicékafessa | 86                                                 | Une comédienne s'excuse après une bourde              | 14 mars 2012                                       | Saison 2                                           |
| Arnaud Tsamere et Jérémy Ferrari                                                                                         | 85                                                 | Comment choisir un sujet dans la liste proposée?      | 22 février 2011                                    | Saison 1                                           |
| Arnaud Cosson | 84                                                 | La mode des concerts à domicile                       | 10 mai 2011                                        | Saison 1                                           |
| Jérémy Ferrari | 82                                                 | Les petits Français nuls en calcul mental             | 8 février 2011                                     | Saison 1                                           |
| Garnier et Sentou et les Kicékafessa                                                                                     | 17/20                                              | Vous racontez vos vacances à vos collègues de travail | 3 septembre 2011                                   | Saison 1 (Spécial Vacances)                        |
| Artus (participation de Arnaud Tsamere, Les Lascars Gays, Pascal Rocher, Arnaud Cosson et Ahmed Sylla)                   | 186pts                                             | Steward au wagon bar d'un TGV                         | 13 avril 2012                                      | Saison 2 (Prime 2)                                 |

Le spectacle a été diffusé sur France 2 le 5 juillet 2012 et a réuni 14 % de parts de marché soit plus de 2 millions de téléspectateurs et a été leader pour une seconde partie de soirée.

## Le jury
Le jury est composé de Laurent Ruquier et de trois spécialistes du monde du spectacle qui s’alternent parmi les personnalités suivantes : 
| Jurés              | Statut de présence | Première émission | Dernière émission | Nombre d'émissions |
| ------------------ | ------------------ | ----------------- | ----------------- | ------------------ |
| Jean Benguigui     | Quotidiennement    | 5 septembre 2011  | 28 juillet 2012   | 198                |
| Catherine Barma    | Régulièrement      | 5 septembre 2011  | 28 juillet 2012   | 161                |
| Éric Métayer       | Régulièrement      | 5 septembre 2011  | 28 juillet 2012   | 91                 |
| Anne-Sophie Aparis | Occasionnellement  | 26 septembre 2011 | 4 mai 2012        | 25                 |
| Isabelle Mergault  | Occasionnellement  | 13 octobre 2011   | 29 juin 2012      | 36                 |
| Jean-Luc Moreau    | Régulièrement      | 20 octobre 2011   | 21 juin 2012      | 67                 |
| Patrice Leconte    | Rarement           | 28 novembre 2011  | 29 novembre 2011  | 2                  |
| Fabrice            | Rarement           | 27 février 2012   | 16 avril 2012     | 14                 |

## Les candidats
Les candidats ayant passé le cap des 5 participations sont appelés « pensionnaires » ou « habitués », ceux ayant passé le cap des 10 passages sont appelés « sociétaires ».
| Légende | Légende                                         |
| ------- | ----------------------------------------------- |
|         | Pensionnaire sociétaire de la saison précédente |
|         | Pensionnaire sociétaire depuis la saison 2      |
|         | Pensionnaire non sociétaire                     |

### Pensionnaires
| Humoriste             | Premier passage   | Dernier passage | Nombre de passages total | Passages saison 2 |
| --------------------- | ----------------- | --------------- | ------------------------ | ----------------- |
| Jérémy Ferrari        | 8 octobre 2010    | 26 juin 2012    | 77                       | 35                |
| Garnier et Sentou     | 28 septembre 2010 | 19 juin 2012    | 71                       | 31                |
| Les Lascars gays      | 9 septembre 2010  | 18 mai 2012     | 70                       | 26                |
| Arnaud Tsamere        | 15 novembre 2010  | 25 juin 2012    | 65                       | 32                |
| Florent Peyre         | 25 octobre 2010   | 12 juin 2012    | 61                       | 27                |
| Lamine Lezghad        | 9 décembre 2010   | 21 juin 2012    | 52                       | 24                |
| Babass                | 23 novembre 2010  | 2 mai 2012      | 51                       | 20                |
| Nicole Ferroni        | 22 février 2011   | 23 juin 2012    | 45                       | 29                |
| Sacha Judaszko        | 27 septembre 2010 | 26 juin 2012    | 41                       | 21                |
| Les Kicékafessa       | 10 mars 2011      | 22 juin 2012    | 40                       | 25                |
| Arnaud Cosson         | 30 septembre 2010 | 27 juillet 2012 | 39                       | 27                |
| Artus                 | 9 septembre 2011  | 23 juin 2012    | 31                       | 31                |
| Shirley Souagnon      | 14 septembre 2010 | 25 juin 2012    | 28                       | 22                |
| Vérino                | 27 janvier 2011   | 24 juillet 2012 | 24                       | 24                |
| Donel Jack'sman       | 22 septembre 2011 | 26 juillet 2012 | 23                       | 23                |
| Pierre Diot           | 17 septembre 2011 | 25 juillet 2012 | 19                       | 19                |
| Waly Dia              | 30 juin 2011      | 23 mars 2012    | 18                       | 17                |
| Ahmed Sylla           | 5 novembre 2011   | 26 juin 2012    | 17                       | 17                |
| Steeven & Christopher | 29 octobre 2011   | 27 juillet 2012 | 15                       | 15                |
| Kevin Razy            | 12 janvier 2012   | 20 juin 2012    | 13                       | 13                |
| Paco                  | 5 janvier 2012    | 16 mai 2012     | 8                        | 8                 |
| Anthony Joubert       | 28 octobre 2011   | 25 juillet 2012 | 7                        | 7                 |
| Zidani                | 8 mars 2012       | 25 juillet 2012 | 6                        | 6                 |

### Anciens pensionnaires
| Humoriste          | Premier passage   | Dernier passage  | Nombre de passages total | Nombre de passages Saison 2 | Raison du départ |
| ------------------ | ----------------- | ---------------- | ------------------------ | --------------------------- | --- |
| Olivier de Benoist | 6 septembre 2010  | 20 juin 2012     | 73                       | 23                          | Décide d'arrêter le jeu pour se consacrer à l'émission Vivement dimanche prochain. Cependant il revient dans la saison 3 pour la speciale 500e du 1er mars 2013 |
| Constance          | 2 décembre 2010   | 23 mars 2012     | 51                       | 21                          | Décide d'arrêter le jeu en refusant de participer au repêchage un lundi. Elle annonce son départ le 23 mars 2012 dans l’émission La Morinade sur Le Mouv'. Elle explique que « ce qu'elle a envie de défendre n'est plus en phase avec l'ambiance générale de l'émission »,. |
| Thierry Marquet    | 14 septembre 2010 | 18 juin 2012     | 15                       | 1                           | Éliminé par un score insuffisant (53/100) lors d'une émission habituelle. |
| Aymeric Lompret    | 6 décembre 2011   | 11 juin 2012     | 14                       | 14                          | Éliminé par les buzz de Éric Metayer et Isabelle Mergault lors d'une émission habituelle, cependant il revient dans l'émission dès le début de la saison 3. |
| Monsieur Fraize    | 22 mars 2011      | 8 décembre 2011  | 10                       | 4                           | Décide d'arrêter le jeu en refusant de participer au repêchage un lundi. |
| Fary               | 8 septembre 2010  | 31 octobre 2011  | 8                        | 2                           | Éliminé par un score insuffisant (58/100) lors d'une émission habituelle. |
| Chavari et Durand  | 8 septembre 2011  | 25 novembre 2011 | 7                        | 7                           | Éliminé par les buzz de Jean Benguigui et Jean-Luc Moreau lors d'une émission habituelle. |
| Nora Hamzawi       | 15 septembre 2011 | 19 mars 2012     | 7                        | 7                           | Éliminée par une note insuffisante des téléspectateurs (10/20) |
| Arthur Milchior    | 14 octobre 2011   | 9 décembre 2011  | 5                        | 5                           | Éliminé par les buzz de Anne-Sophie Aparis et Jean-Luc Moreau lors d'une émission habituelle. |
| Laurent et Enzo    | 10 janvier 2012   | 25 avril 2012    | 5                        | 5                           | Ne reviennent plus dans l'émission à la suite des paroles de Laurent Ruquier. |

## Meilleures notes de la saison 2
| Total des points à partir de 90/100 (émissions habituelles) | Total des points à partir de 90/100 (émissions habituelles) | Total des points à partir de 90/100 (émissions habituelles)     | Total des points à partir de 90/100 (émissions habituelles) |
| Humoriste | Note (sur 100)                                              | Titre du sketch                                                 | Diffusion                                                   |
| --- | ----------------------------------------------------------- | --------------------------------------------------------------- | ----------------------------------------------------------- |
| Les Lascars gays - Collectif (participation des pensionnaires parmi Jérémy Ferrari, Constance, Florent Peyre, Olivier de Benoist, Les Kicékafessa, Babass, Arnaud Tsamere, Nicole Ferroni, Garnier et Sentou...) | 100                                                         | 27e campagne des Restos du cœur                                 | 16 décembre 2011                                            |
| Jérémy Ferrari - Collectif (Jérémy Ferrari, Arnaud Cosson, Arnaud Tsamere, Florent Peyre, Nicole Ferroni, Garnier et Sentou, Lamine Lezghad, et Artus)                                                           | 100                                                         | Un télé-crochet pour les chanteurs à toc                        | 7 avril 2012                                                |
| Jérémy Ferrari (participation de Guillaume Bats) | 100                                                         | L’adoption pour les nuls                                        | 20 avril 2012                                               |
| Florent Peyre (participation de quatre rugbymen du Stade français (Raphaël Poulain, Pierre Rabadan, Hugues Briatte et Alexandre Flanquart) et de Constance)                                                      | 99                                                          | Le retour en France des rugbymen                                | 4 novembre 2011                                             |
| Florent Peyre (participation de Constance, Arnaud Cosson, Arnaud Tsamere, Jérémy Ferrari, Lamine Lezghad et Babass)                                                                                              | 99                                                          | Un handicapé est allé voir « Intouchables »                     | 15 novembre 2011                                            |
| Florent Peyre | 99                                                          | La journée de la femme                                          | 8 mars 2012                                                 |
| Florent Peyre (participation de Nicole Ferroni) | 98                                                          | Le travail nuit à l'amour le soir                               | 16 mars 2012                                                |
| Les Lascars Gays (participation de Jean Benguigui, Ahmed Sylla, Luc Sonzogni, Waly Dia et Garnier et Sentou) | 98                                                          | 1500e anniversaire de la mort de Clovis                         | 30 novembre 2011                                            |
| Artus (participation de Michel Galabru, Florent Peyre et Donel Jack'sman) | 98                                                          | Scène de La Pomponette dans « La femme du boulanger »           | 2 février 2012                                              |
| Arnaud Tsamere | 98                                                          | J'apprend que je suis décoré de la Légion d'honneur             | 19 avril 2012                                               |
| Florent Peyre | 98                                                          | Candidat à « Secret Story »                                     | 12 juin 2012                                                |
| Olivier de Benoist | 98                                                          | Un document secret volé au Vatican                              | 20 juin 2012                                                |
| Babass (participation d'Arnaud Tsamere et Pierre Palmade) | 97                                                          | La fête du Scrabble                                             | 29 octobre 2011                                             |
| Garnier et Sentou (participation d'Émilie Dieudonné) | 97                                                          | Tintin en 3D                                                    | 9 novembre 2011                                             |
| Garnier et Sentou (participation de Arnaud Tsamere, Florent Peyre et Catherine Barma) | 97                                                          | Nouvelle version de « Ma Sorcière Bien-Aimée »                  | 11 mai 2012                                                 |
| Garnier et Sentou (participation des Kicékafessa, Florent Peyre, Arnaud Cosson, Waly Dia, Lamine Lezghad, Julie Villers, Laurent Ruquier, Jean-Luc Moreau, Jean Benguigui et Catherine Barma)                    | 97                                                          | C'est la saison de la photo de classe                           | 19 juin 2012                                                |
| Cyril Étesse | 97                                                          | La chasse aux rats est ouverte                                  | 20 juin 2012                                                |
| Nicole Ferroni | 97                                                          | Comment peut-on oublier un bébé dans une crèche ?               | 23 juin 2012                                                |
| Shirley Souagnon (participation de Vérino, Babass, Waly Dia et Donel Jack'sman) | 96                                                          | Sortie du film porno DXK                                        | 9 novembre 2011                                             |
| Les Lascars gays (participation de Biyouna) | 96                                                          | Quand les cougars se plantent en amour                          | 7 décembre 2011                                             |
| Arnaud Cosson (participation de Nicole Ferroni, Ahmed Sylla, Arnaud Tsamere et avec la voix de Yann Stotz) | 96                                                          | Un immeuble où ne vivent que des artistes                       | 16 février 2012                                             |
| Arnaud Tsamere | 95                                                          | Captain America, mon super-héros préféré                        | 8 septembre 2011                                            |
| Florent Peyre | 95                                                          | Les 60 ans du Crazy Horse                                       | 14 septembre 2011                                           |
| Les Lascars gays | 95                                                          | Les 80 ans de Babar                                             | 6 octobre 2011                                              |
| Waly Dia (participation de Guillaume Bats, Nicole Ferroni, Sacha Judaszko, Artus et Ahmed Sylla) | 95                                                          | Père Noël devant les grands magasins                            | 7 décembre 2011                                             |
| Garnier et Sentou | 95                                                          | De la galette des rois pour le dessert                          | 4 janvier 2012                                              |
| Olivier de Benoist | 95                                                          | La semaine sans électricité                                     | 5 janvier 2012                                              |
| Olivier de Benoist | 95                                                          | Le journal de bord du capitaine du Costa Concordia              | 16 janvier 2012                                             |
| Garnier et Sentou | 95                                                          | Les affiches des « Infidèles » vous choquent-elles ?            | 16 février 2012                                             |
| Les Lascars gays (participation de Florent Peyre) | 95                                                          | Le retour de Madonna                                            | 12 avril 2012                                               |
| Lamine Lezghad | 95                                                          | Le nouvel entraîneur de l'équipe de France de tennis            | 18 avril 2012                                               |
| Olivier de Benoist | 95                                                          | Trahi par un ami                                                | 27 avril 2012                                               |
| Garnier et Sentou | 94                                                          | Hommage au père de « Bonne nuit les petits »                    | 8 septembre 2011                                            |
| Florent Peyre | 94                                                          | Un film muet et en noir et blanc                                | 22 octobre 2011                                             |
| Lamine Lezghad (participation de Nicole Ferroni) | 94                                                          | Je suis le roi des textos coquins                               | 22 novembre 2011                                            |
| Les Lascars gays | 94                                                          | Popeye sur grand écran                                          | 25 novembre 2011                                            |
| Shirley Souagnon (participation de Cyril Garnier en voix-off) | 94                                                          | Il va falloir acheter un sapin                                  | 14 décembre 2011                                            |
| Nicole Ferroni | 94                                                          | Attention au phénomène des lolitas                              | 17 janvier 2012                                             |
| Arnaud Cosson (participation de Arnaud Tsamere) | 94                                                          | Le grutier qui a rasé une maison par erreur                     | 14 mars 2012                                                |
| Olivier de Benoist | 94                                                          | Le journal de bord d'un président normal                        | 15 mai 2012                                                 |
| Arnaud Tsamere (participation de Garnier et Sentou et intervention de Jérémy Ferrari) | 94                                                          | Je vends du papier peint anti-Wi-Fi                             | 16 mai 2012                                                 |
| Les Lascars gays | 94                                                          | Un parent sur deux espionne son ado                             | 18 mai 2012                                                 |
| Artus (participation de Ahmed Sylla, Arnaud Tsamere et Jérémy Ferrari) | 94                                                          | Collectionneur d'autographes                                    | 23 juin 2012                                                |
| Florent Peyre (participation de membres des chorales BCBG et Cinphoniq participants à l'émission : Sing-Off 100 % Vocal)                                                                                         | 93                                                          | Bénédiction de portables dans une église                        | 15 octobre 2011                                             |
| Les Lascars gays | 93                                                          | Le 120e anniversaire de la mort de Rimbaud                      | 17 novembre 2011                                            |
| Arnaud Tsamere et Florent Peyre | 93                                                          | Moniteur de ski à 60 ans                                        | 2 mars 2012                                                 |
| Les Lascars gays (participation d'Arnaud Tsamere) | 93                                                          | Belle et Sébastien au cinéma                                    | 3 avril 2012                                                |
| Florent Peyre (participation de Pascal Rocher, Les Lascars Gays, Arnaud Tsamere, Artus, Nicole Ferroni, Ahmed Sylla et Karina)                                                                                   | 93                                                          | 150e anniversaire des Misérables                                | 30 avril 2012                                               |
| Garnier et Sentou | 92                                                          | La reprise de Koh-Lanta                                         | 21 septembre 2011                                           |
| Florent Peyre | 92                                                          | Le boom des cosmétiques pour enfants                            | 31 octobre 2011                                             |
| Arnaud Cosson (participation de Pascal Rocher et avec la voix de Florent Peyre) | 92                                                          | La gym pour seniors                                             | 24 novembre 2011                                            |
| Olivier de Benoist | 92                                                          | Le collier d'immunité de Koh-Lanta                              | 14 décembre 2011                                            |
| Arnaud Tsamere (participation de Guillaume Sentou, Nicole Ferroni et Sandra Colombo) | 92                                                          | Un nageur de natation synchronisée en colère                    | 22 février 2012                                             |
| Jérémy Ferrari (participation de Chantal Ladesou et Babass) | 92                                                          | Un casting pour jouer DSK                                       | 16 avril 2012                                               |
| Garnier et Sentou (participation de Émilie Dieudonné) | 92                                                          | Championnat du monde des siffleurs                              | 3 mai 2012                                                  |
| Nicole Ferroni (participation de Ahmed Sylla) | 92                                                          | Un mauvais anniversaire surprise                                | 10 mai 2012                                                 |
| Jérémy Ferrari (participation de Majid Berhila, Ahmed Sylla et Florent Peyre) | 92                                                          | Mon médecin est étranger                                        | 16 mai 2012                                                 |
| Vérino | 92                                                          | Les Darwin Awards                                               | 23 juillet 2012                                             |
| Nicole Ferroni | 91                                                          | Tester les intentions suicidaires des candidats de télé-réalité | 10 septembre 2011                                           |
| Waly Dia | 91                                                          | Être barbu, une cause de licenciement ?                         | 7 octobre 2011                                              |
| Arnaud Tsamere | 91                                                          | Einstein s'est trompé sur la vitesse de la lumière              | 8 octobre 2011                                              |
| Olivier de Benoist | 91                                                          | Les bonnes résolutions 2012                                     | 19 janvier 2012                                             |
| Babass | 91                                                          | Et revoilà les soldes                                           | 23 janvier 2012                                             |
| Lamine Lezghad | 91                                                          | Devant la porte fermée d'un club échangiste                     | 24 février 2012                                             |
| Olivier de Benoist | 91                                                          | Une météorite traverse un toit à Oslo                           | 2 avril 2012                                                |
| Olivier de Benoist | 91                                                          | Les spermatozoïdes en voie de disparition                       | 13 avril 2012                                               |
| Garnier et Sentou (participation d'Arnaud Tsamere et Arthur Jugnot) | 91                                                          | Les fils des Beatles veulent chanter ensemble                   | 18 avril 2012                                               |
| Donel Jack'sman (participation de Cyril Garnier et Julie Villers) | 91                                                          | John Travolta et son masseur                                    | 15 juin 2012                                                |
| Jérémy Ferrari | 90                                                          | Je trouve Marine Le Pen trop à gauche                           | 27 septembre 2011                                           |
| Artus | 90                                                          | Le plaisir de lire baisse chez les jeunes                       | 13 octobre 2011                                             |
| Garnier et Sentou (participation d'Arnaud Tsamere) | 90                                                          | Je suis le recordman d'ouverture d'huitres                      | 22 octobre 2011                                             |
| Garnier et Sentou | 90                                                          | Stone et Charden décorés de la Légion d'honneur                 | 10 janvier 2012                                             |
| Nicole Ferroni et Jérémy Ferrari | 90                                                          | Elle retrouve la voix après 30 ans de silence                   | 11 janvier 2012                                             |
| Garnier et Sentou | 90                                                          | Un pilote et son copilote s'engueulent sur le Dakar             | 20 janvier 2012                                             |
| Jérémy Ferrari (participation de Nicole Ferroni et Florent Peyre) | 90                                                          | Un maire marie deux hommes                                      | 1er mars 2012                                               |
| Les Lascars gays (participation de Guillaume Bats et des Kicékafessa) | 90                                                          | Une 2e Joconde a été retrouvée                                  | 3 mars 2012                                                 |
| Vérino | 90                                                          | Une poissonière conseille ses poissons de saison                | 10 avril 2012                                               |
| Les Lascars gays | 90                                                          | La Petite Maison dans la prairie                                | 26 avril 2012                                               |
| Jérémy Ferrari et Arnaud Tsamere | 90                                                          | PV à payer sur place pour tapage nocturne                       | 4 mai 2012                                                  |
| Olivier de Benoist | 90                                                          | Partager sa machine à laver avec ses voisins                    | 13 juin 2012                                                |

| Jérémy Ferrari (participation de Constance, Christopher Demora et Ahmed Sylla )                    | 19 | Une femme accouche de jumeaux à 66 ans                | 19 mars 2012     |
| Monsieur Fraize                                                                                    | 18 | La Guerre des boutons, nouvelle version               | 3 octobre 2011   |
| Jérémy Ferrari                                                                                     | 18 | Je suis la fille de Francis Cabrel                    | 24 octobre 2011  |
| Arnaud Tsamere (participation vocale de Guillaume Sentou)                                          | 18 | J'ai un avertisseur de radars dans ma voiture         | 24 octobre 2011  |
| Artus et Nicole Ferroni                                                                            | 18 | À la recherche du nouveau Claude François             | 7 novembre 2011  |
| Jérémy Ferrari et Lamine Lezghad                                                                   | 18 | Ma maison a été inondée                               | 14 novembre 2011 |
| Olivier de Benoist (participation de Catherine Barma)                                              | 18 | La France a un incroyable talent                      | 21 novembre 2011 |
| Garnier et Sentou                                                                                  | 18 | Un sportif espagnol dopé                              | 28 novembre 2011 |
| Florent Peyre                                                                                      | 18 | À 34 ans, il est le père de 16 enfants                | 5 décembre 2011  |
| Constance et Florent Peyre                                                                         | 18 | Viva la salsa de Cuba                                 | 16 janvier 2012  |
| Arnaud Tsamere (participation de Garnier et Sentou)                                                | 18 | La couette à bras                                     | 16 janvier 2012  |
| Florent Peyre                                                                                      | 18 | Du monde dans les trains pour les départs à la neige  | 13 février 2012  |
| Garnier et Sentou                                                                                  | 18 | Une famille grecque apprend la rigueur                | 20 février 2012  |
| Arnaud Tsamere (participation de Éric Metayer, Jean Benguigui, Catherine Barma et Laurent Ruquier) | 18 | Les gauchers sont aussi adroits                       | 20 février 2012  |
| Olivier de Benoist                                                                                 | 18 | Surpris en train de faire pipi par Google Street View | 12 mars 2012     |
| Florent Peyre (participation de Arnaud Cosson, Lamine Lezghad et Artus)                            | 18 | Le championnat de France cycliste du Clergé           | 9 mai 2012       |

| Jérémy Ferrari (participation de Babass, Florent Peyre, Arnaud Tsamere et Nicole Ferroni).                       | 194 | La 1re interview du dépeceur québécois         | 29 juin 2012 (Prime 3).  |
| Jérémy Ferrari (participation de l'Équipe de France de basket-ball en fauteuil roulant, Waly Dia et Ahmed Sylla) | 191 | Intouchables, forcément une suite vu le succès | 4 février 2012 (Prime 1) |
| Arnaud Tsamere                                                                                                   | 190 | Avril, ne te découvre pas d'un fil             | 13 avril 2012 (Prime 2)  |
| Florent Peyre (participation de Shirley Souagnon, Ahmed Sylla, Garnier et Sentou et Michael Gregorio)            | 188 | The Voice                                      | 29 juin 2012 (Prime 3)   |
| Artus (participation de Paco, Ahmed Sylla, Vérino, Arnaud Tsamere, Harlem et Fabio)                              | 186 | Steward au wagon bar d'un TGV                  | 13 avril 2012 (Prime 2)  |
| Les Lascars Gays (participation d'Ahmed Sylla, Donel Jack'sman et Kevin Razy)                                    | 185 | En terre inconnue                              | 13 avril 2012 (Prime 2)  |
| Nicole Ferroni                                                                                                   | 181 | La doyenne des Français a 113 ans              | 4 février 2012 (Prime 1) |